# Harter Fell (Eskdale)
Der Harter Fell ist ein Berg in Cumbria, England im Süd-Westen des Lake District zwischen dem Eskdale-Tal und dem Duddon Valley.
Der Berg hat eine Schartenhöhe von 276 m bei einer Gesamthöhe von 649 m und ist damit ein Marilyn. Auf dem Berg findet sich ein trigonometrischer Punkt.
Der Harter Fell begrenzt den Hardknott Pass nach Süden.
Alfred Wainwright hat den Berg als einen der ganz wenigen schönen Berge des Lake District vor allem von Eskdale aus gesehen beschrieben. Es führen Wanderwege aus allen Richtungen auf den Harter Fell.

## Geologie
Der Berg gewährt einen Einblick in die Geologie der Region. Der Berg besteht zum größten Teil aus vulkanischem Andesit. Doch ist der Schichtaufbau gut zu erkennen, so liegt unterhalb der obersten Schicht aus Andesit eine Dazitschicht, die wiederum auf einer Andesitschicht liegt. Am Nordhang sind eine Einlagerung von pyroklastischen Sedimenten zwischen den Schichten sichtbar. Am Ende des 19. Jhs. wurde Kupfer am Harter Fell abgebaut. Die Spuren dieses Abbaus sind heute noch sichtbar.